# فصل نان
فصل نان نام یک مجموعه داستان است که توسط علی‌اشرف درویشیان نوشته‌شده‌است. این مجموعه داستان از ۶ داستان کوتاه تشکیل شده و نخستین بار در سال ۱۳۵۷ توسط انتشارات شباهنگ منتشر شده‌است. داستان‌های این مجموعه همانند سایر آثار درویشیان، با نگاهی رئالیستی نوشته‌شده‌اند و نویسنده با پرداختن به مسائل و زندگی فرودستان و انسان‌های حاشیه‌ای جامعه، هم‌زمان به نقد مناسبات اجتماعی-اقتصادی نیز می‌پردازد. محور و جان‌مایهٔ تمام داستان‌های فصل نان، فقر است و در هر یک از آن‌ها، پسر نوجوان دانش‌آموزی که در واقع خود نویسنده است، به بیان و توصیف تجربه‌های زندگی خود پرداخته و فقر شدید، کار شاق تابستانی، بی‌غذایی همیشگی و وضع نابسامان خود و خانوادهٔ تهی‌دست‌اش را وصف می‌کند.

## چگونگی نگارش و چاپ
درویشیان در سال ۱۳۵۳ از طرف حکومت محمدرضا پهلوی به ۱۱ سال زندان محکوم شد. او مجموعه داستان فصل نان را در زندان نگارش کرد و آن را از طریق همسرش شهناز دارابیان به خارج از زندان انتقال داد. احمد پوری از شهناز دارابیان نقل می‌کند که درویشیان تمام داستان‌های کتاب را ریزنویسی کرده و در یکی از ملاقات‌ها آن را در کف دست شهناز گذاشته‌بود، شهناز در اولین فرصت آن را در دهانش گذاشته و سپس به بهانهٔ عطسه کردن، دستمالش را درآورده و آن را درون دستمالش عطسه کرده‌بود و بدون این‌که شک بازجویان ساواک را برانگیزد، دستمال را به‌شیوه‌ای کاملاً طبیعی در جیب‌اش گذاشته و بیرون آورده بود. شهناز دارابیان شخصاً کتاب را تایپ کرده و به انتشارات شباهنگ داده‌بود. در ملاقات بعدی، شهناز نسخه‌ای از فصل نان را به علی‌اشرف درویشیان نشان داده‌بود.

## جوایز
کتاب فصل نان در سال ۱۳۵۷ و در زمانی که کشور ایران دستخوش جنبشی انقلابی بود، به عنوان کتاب برگزیدهٔ شورای کتاب کودک ایران برگزیده‌شد.

## فهرست داستان‌های مجموعه
1. خر نفتی
2. دکان بابام
3. آبگوشت آلوچه
4. یک روز
5. عشق و کاهگل
6. بابای معصومه